# HD 209458 b
Cet article concerne la planète surnommée Osiris. Pour les homonymes, voir Osiris (homonymie).
HD 209458 b, également appelée Osiris de façon informelle, est une planète, la seule connue à ce jour en orbite autour de l'étoile HD 209458, située à 154 années-lumière (47,1 parsecs) du Soleil, dans la constellation de Pégase.

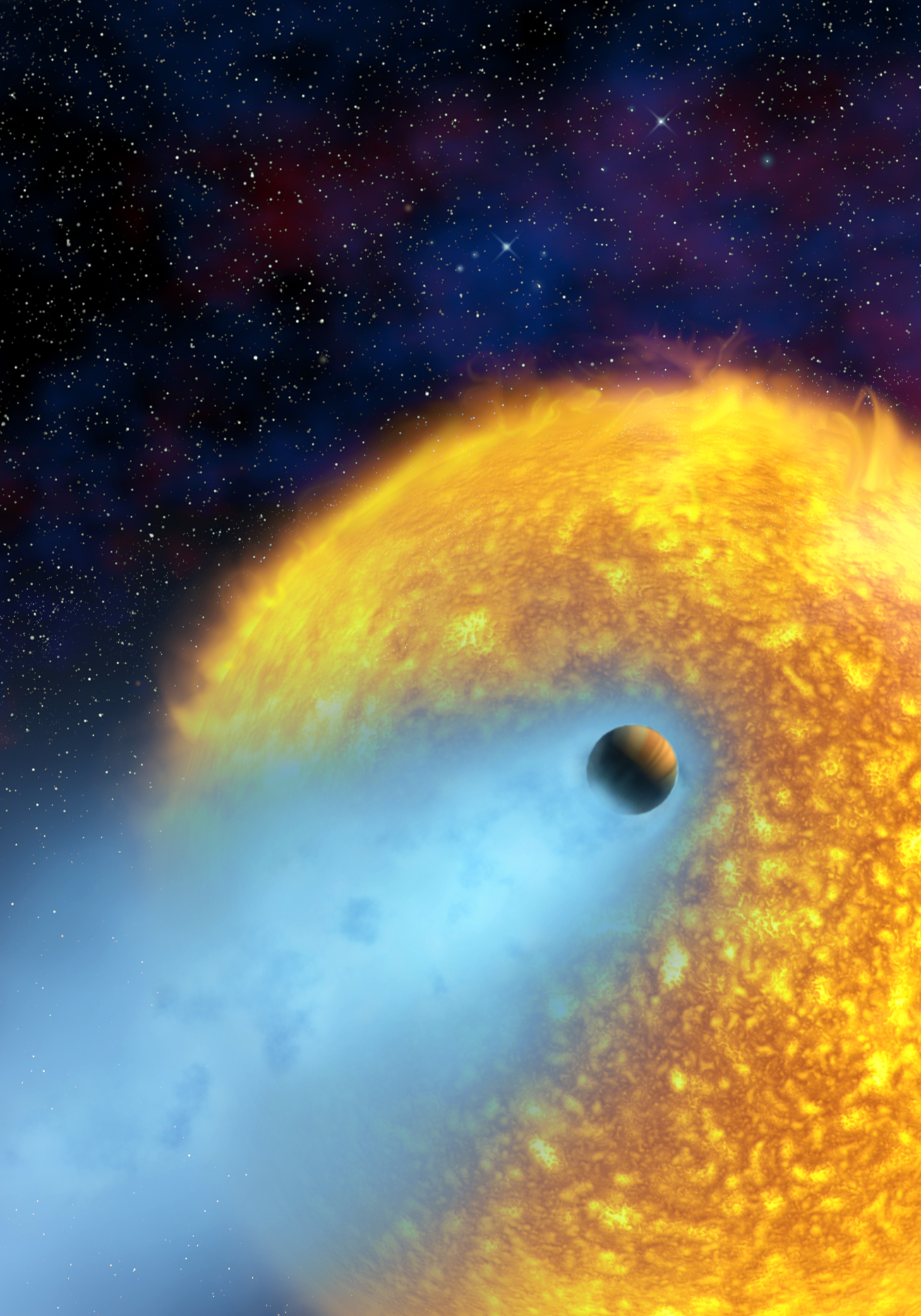
Vue d'artiste représentant l'« évaporation » de HD 209458 b (NASA/ESA/CNRS).

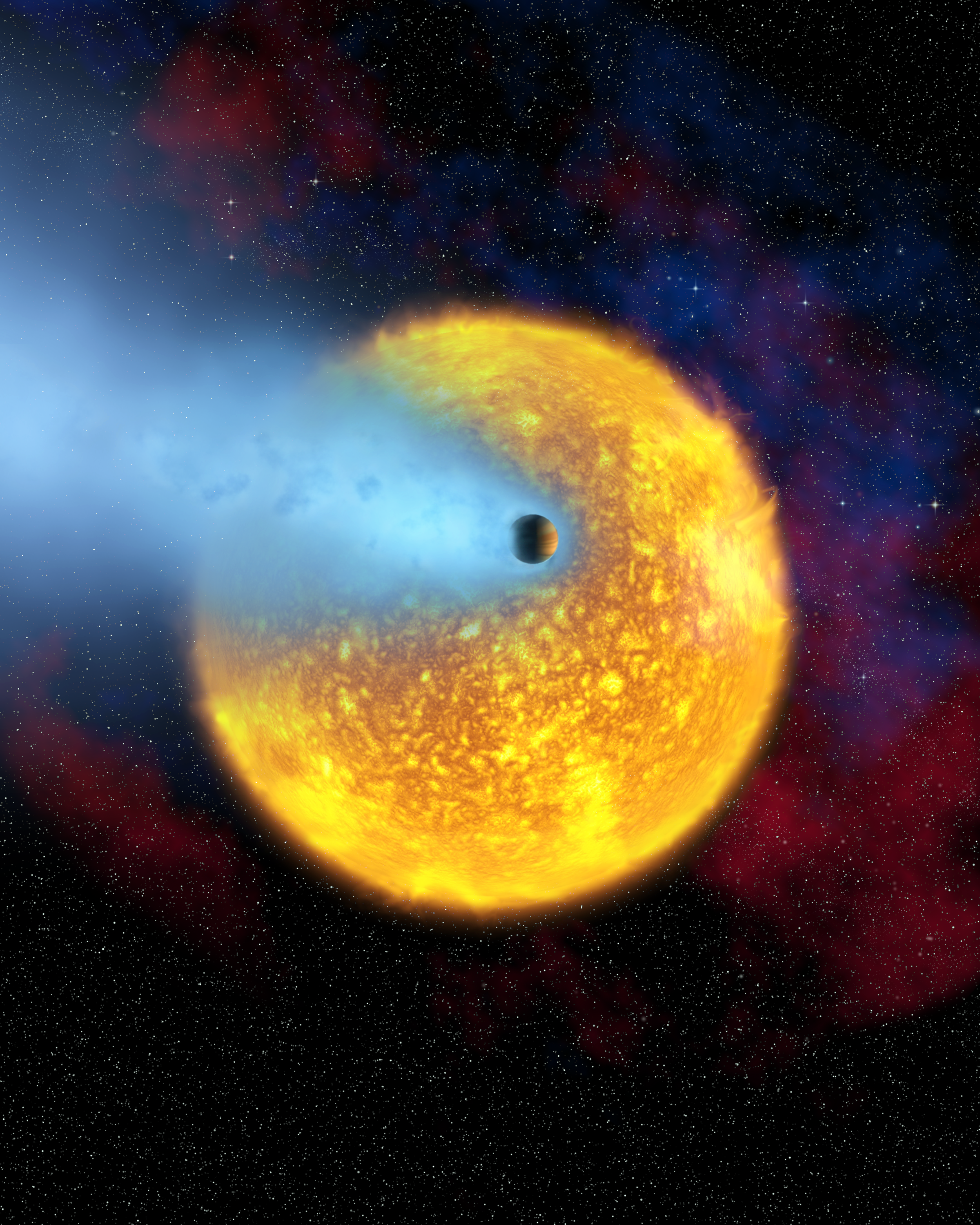
Vue d'artiste de HD 209458 b transitant devant son étoile.

La planète a une masse estimée à environ 0,69 fois celle de Jupiter, soit 220 fois celle de la Terre, pour un rayon égal à 1,32 fois celui de Jupiter. Son importante masse, son grand volume et sa faible masse volumique, de l'ordre du tiers de celle de l'eau dans les conditions terrestres usuelles, indiquent que HD 209458 b est une géante gazeuse. Le rayon de l'orbite de HD 209458 b est de 7 millions de kilomètres, soit 0,047 unité astronomique, huit fois plus faible que le rayon de l'orbite de Mercure. Son étoile hôte étant assez similaire au Soleil quoique légèrement plus massive, l'année de HD 209458 b ne dure que 3,5 jours terrestres et la température estimée en surface est supérieure à 1 000 °C, ce qui classe la planète parmi les Jupiter chauds.
HD 209458 b représente une étape importante dans la recherche d'exoplanètes. Elle fut la première dans plusieurs catégories : première planète découverte par son transit devant son étoile, première exoplanète dont l'atmosphère a été détectée, première planète connue dont l'atmosphère d'hydrogène s'évapore, première exoplanète dans l'atmosphère de laquelle de l'oxygène et du carbone ont été détectés, une des deux premières exoplanètes à être directement observées par spectroscopie, la première géante gazeuse extrasolaire dont la vitesse des vents dans sa super-tempête est mesurée et la première dont la vitesse orbitale fut mesurée (permettant le calcul de sa masse)[Information douteuse]. En se basant sur l'application de nouveaux modèles théoriques, l'hypothèse a été émise, en avril 2007, qu'elle serait la première exoplanète détectée à avoir de la vapeur d'eau dans son atmosphère,,.

## Détection et découverte

### Prédécouverte parHipparcos
Des transits de la planète devant son étoile ont été mesurés par le satellite Hipparcos dès les années 1990, notamment le 4 novembre 1991 (jour julien barycentrique : 2 448 565,171 ± 0,037),. Cependant, ce fait est passé inaperçu à l'époque et n'a été retrouvé qu'après que la planète a été découverte par les astronomes. C'est l'une des seules planètes dont le transit a été retrouvé dans les données d'Hipparcos.

### Découverte par spectroscopie: la méthode des vitesses radiales
Les études de la spectroscopie ont révélé la présence d'une planète autour de l'étoile HD 209458, planète dont l'existence a été annoncée le 5 novembre 1999. Les analyses spectroscopiques ont montré que la planète a une masse égale à 0,69 fois celle de Jupiter.

### Confirmation par photométrie: la méthode des transits
Les astronomes ont fait de prudentes mesures photométriques de plusieurs étoiles possédant des planètes, dans l'espoir qu'ils observeraient une baisse de leur brillance causée par le transit de la planète devant l'étoile. Ceci requiert que l'orbite de la planète soit inclinée de telle façon qu'elle passe entre la Terre et son étoile. Auparavant, aucun transit n'avait été observé.
Peu après la découverte de HD 189733 b, deux équipes, une menée par David Charbonneau et l'autre par Gregory W. Henry, détectèrent un tel transit de la planète devant la surface de son étoile, faisant de HD 209458 b la première planète connue à transiter devant son étoile. Les 9 et 16 septembre 1999, l'équipe de David Charbonneau mesura une diminution de la brillance de HD 209458 de 1,7 %, ce qui fut attribué au passage de la planète devant son étoile. Le 8 novembre, l'équipe de Gregory Henry observa de son côté un transit partiel dont ils n'ont pu voir que l'entrée. Bien qu'initialement incertains de leurs résultats, le groupe de Henry décida de précipiter la publication de ces résultats après avoir entendu des rumeurs selon lesquelles Charbonneau avait réussi à observer un transit entier en septembre. Les articles des deux équipes furent publiés simultanément dans le même numéro de The Astrophysical Journal. Chaque transit dure environ trois heures lors desquels la planète couvre environ 1,5 % de la surface de l'étoile.
L'étoile a été observée plusieurs fois par le satellite Hipparcos, ce qui permit aux astronomes de déterminer exactement l'orbite de HD 209458 b et notamment sa période de révolution : 3,524 739 jours.
Le transit d'une planète devant son étoile diminue la luminosité apparente de cette dernière en proportion de la portion de la surface de l'étoile cachée par la planète : {\displaystyle {\frac {\Delta L}{L}}={\frac {S_{p}}{S_{*}}}=\left({\frac {R_{p}}{R_{*}}}\right)^{2}}, où {\displaystyle {\frac {\Delta L}{L}}} est la baisse relative de luminosité, {\displaystyle S_{p}} et {\displaystyle S_{*}} sont l'aire de la surface de la planète et de l'étoile respectivement et {\displaystyle R_{p}} et {\displaystyle R_{*}} le rayon de la planète et de l'étoile respectivement. En connaissant le rayon de l'étoile, on peut en déduire simplement le rayon de la planète. Les mesures photométriques réalisées sur HD 209458 ont permis de déterminer la baisse de luminosité de cette étoile, ce qui a permis de déduire que HD 209458 b a un rayon 35 % plus grand que Jupiter.

### Détection directe
Le 22 mars 2005, la NASA publia que la lumière infrarouge émise par la planète a été mesurée par le télescope spatial Spitzer. Il s'agit de la première détection directe de la lumière émise par une planète extrasolaire. Après la suppression de la lumière de l'étoile parente, la variation de l'intensité de la lumière résultante entre le moment où la planète transite devant son étoile le moment où elle était occultée par elle a permis d'en extraire la lumière émise par la planète elle-même. Les nouvelles mesures résultant de cette observation permirent d'estimer la température de la planète à au moins 750 °C. L'orbite circulaire de HD 209458 b fut aussi confirmée.

Transit de HD 209458 b.

### Observation spectrale
Le 21 février 2007, la NASA et la revue Nature publièrent que HD 209458 b était l'une des deux exoplanètes dont le spectre avait directement été observé, l'autre étant de HD 189733 b,. Ce procédé était considéré comme le premier mécanisme par lequel des formes de vies extrasolaires, mais non douése de conscience, pouvait être recherchées par leur influence sur l'atmosphère de la planète. Un groupe d'enquêteurs mené par Jeremy Richardson du Goddard Space Flight Center de la NASA fit une mesure spectrale de l'atmosphère de HD 209458 b dans le champ 7,5 à 13,2 micromètres. Les résultats défièrent les attentes théoriques de plusieurs façons. Le spectre, d'après les attentes, devait avoir un pic à 10 micromètres, ce qui aurait indiqué la présence de vapeur d'eau dans l'atmosphère, mais un tel pic était absent, indiquant aucune trace de vapeur d'eau détectable. Un pic imprévu fut observé à 9,65 micromètres, ce que les chercheurs attribuèrent à la présence de nuages de poussière de silicate, un phénomène encore jamais observé. Un nouveau pic imprévu eut lieu à 7,78 micromètres pour lequel les chercheurs ne trouvèrent pas d'explication. Une autre équipe, menée par Mark Swain du Jet Propulsion Laboratory analysa une nouvelle fois les données de Richardson et de son équipe, mais elle ne publia pas ses résultats en même temps, bien qu'elle parvint aux mêmes conclusions.
Le 23 juin 2010, les astronomes annoncèrent avoir mesuré une super-tempête (avec des vents allant jusqu'à 7 000 km/h) pour la première fois dans l'atmosphère de HD 209458 b. L'observation très précise faite par le Very Large Telescope de l'ESO et son puissant spectrographe CRIRES de gaz de monoxyde de carbone montra que les vents se déplacent à haute vitesse de la face éclairée et extrêmement chaude de la planète, à la face nocturne qui est plus froide. Les observations permirent aussi de mesurer la vitesse orbitale de l'exoplanète elle-même permettant de déterminer sa masse.

## Orbite et rotation
Le rayon de son orbite est de seulement sept millions de kilomètres, son année ne dure que 3,5 jours terrestres.

## Atmosphère
En 2003, des astrophysiciens de l'Institut d'astrophysique de Paris sous la direction d'Alfred Vidal-Madjar détectent que l'hydrogène de l'exosphère s'étalait en un panache gigantesque. Ainsi, l'atmosphère de HD 209458 b s'échappe par photo-évaporation.
La même équipe détecte en 2004, grâce au télescope spatial Hubble, que la haute atmosphère de cette planète recèle de l'oxygène et du carbone, probablement arraché aux couches inférieures de l'atmosphère par le puissant flux d'hydrogène. C'est l'observation de ce phénomène qui leur a fait postuler l'existence d'une nouvelle classe de planètes, les planètes chthoniennes.
En 2009, du dioxyde de carbone y a été détecté grâce aux télescopes spatiaux Hubble et Spitzer.

## Sources